# Canada Open 1971
Il Canada Open 1971 è stato un torneo di tennis giocato sulla terra verde. È stata la 81ª edizione del Canada Open, che fa parte del World Championship Tennis 1971 e del Women's International Grand Prix 1971. Il torneo maschile si è giocato a Toronto in Canada dal 9 al 15 agosto 1971.

## Campioni

### Singolare maschile
John Newcombe ha battuto in finale  Tom Okker con il punteggio di 7–6, 3–6, 6–2, 7–6.

### Singolare femminile
Françoise Dürr ha battuto in finale  Evonne Goolagong con il punteggio di 6–4, 6–2.

### Doppio maschile
Tom Okker /   Marty Riessen hanno battuto in finale  Arthur Ashe /  Dennis Ralston con il punteggio di 6–3, 3–6, 6–1.

### Doppio femminile
Rosie Casals /  Françoise Dürr hanno battuto in finale  Lesley Bowrey /  Evonne Goolagong con il punteggio di 6–3, 6–2.